# Montanoa
Montanoa, rod glavočika smješten u vlastiti podtribus Montanoinae,  dio tribusa Heliantheae. Rod sa svojih 29 vrsta je raširen po tropskoj Americi, od Meksika na sjeveru, do Perua na jugu

## Vrste
1. Montanoa affinis S.F.Blake
2. Montanoa andersonii McVaugh
3. Montanoa angulata V.M.Badillo
4. Montanoa atriplicifolia (Pers.) Sch.Bip. ex Klatt
5. Montanoa bipinnatifida (Kunth) K.Koch
6. Montanoa echinacea S.F.Blake
7. Montanoa fragrans V.M.Badillo
8. Montanoa frutescens DC.
9. Montanoa gigas Rzed.
10. Montanoa grandiflora DC.
11. Montanoa guatemalensis B.L.Rob. & Greenm.
12. Montanoa hexagona B.L.Rob. & Greenm.
13. Montanoa hibiscifolia Benth.
14. Montanoa imbricata V.A.Funk
15. Montanoa josei V.A.Funk
16. Montanoa karvinskii DC.
17. Montanoa laskowskii McVaugh
18. Montanoa leucantha (Lag.) S.F.Blake
19. Montanoa liebmannii (Sch.Bip.) S.F.Blake
20. Montanoa mollissima Brongn. ex Groenland
21. Montanoa ovalifolia DC.
22. Montanoa pteropoda S.F.Blake
23. Montanoa quadrangularis Sch.Bip.
24. Montanoa revealii H.Rob.
25. Montanoa serboana B.L.Turner
26. Montanoa speciosa DC.
27. Montanoa standleyi V.A.Funk
28. Montanoa tehuacana B.L.Rob.
29. Montanoa tomentosa Cerv.

## Sinonimi
- Eriocarpha Cass.; Cuvier, Dict. Sci. Nat. ed. 2. 59: 236 (1829)
- Eriocoma Kunth; Nov. Gen. Sp. [H. B. K.], ed. fol. 4: 210 (1818), nom. illeg.
- Montagnaea DC.; Prodr. [A. DC.] 5: 564 (1836), orth. var.
- Priestleya DC.; Prodr. [A. DC.] 5: 564 (1836), nom. inval.
- Uhdea Kunth; Index Seminum hort. Berol. 1847: 13 (1847)